# Дубовая (Красятичский поселковый совет)
Дубовая (укр. Дубова) — село, входит в Полесский район Киевской области Украины.
Население по переписи 2001 года составляло 152 человека. Почтовый индекс — 07053. Телефонный код — 4592. Занимает площадь 6 км². Код КОАТУУ — 3223556104.

## Местный совет
07053, Київська обл., Поліський р-н, смт Красятичі, вул. Жовтнева, 84

## Персоналии
В селе родился Брондуков, Борислав Николаевич (1938—2004) — советский и украинский киноактёр.